# Fugeninschrift
Als Fugeninschriften werden kurze Texte auf altägyptischen Särgen bezeichnet, die sich auf den Holzplanken vor allem in den Fugen zwischen den einzelnen Sargwänden befinden. Diese Texte sind also vor dem Zusammenbau eines Sarges angebracht worden und waren nicht mehr sichtbar, wenn der Sarg fertiggestellt war. Eine Variante stellen kurze Texte auf Dübeln dar, die beim Sargbau verwendet wurden.
Fugeninschriften sind vor allem von Särgen aus dem Mittleren Reich bekannt, kommen aber auch noch danach vor. Es handelt sich meist um kurze Sprüche, die von Gottheiten aufgesagt werden und in der Regel die Unversehrtheit der Mumie zum Thema haben. Die Sprüche des Mittleren Reiches erscheinen im Neuen Reich auf den Sargaußenseiten und werden dann auch Teil des Totenbuchspruches 151.